# Жанажольський сільський округ (Байганінський район)
Жанажо́льський сільський округ (каз. Жаңажол ауылдық округі, рос. Жанажолский сельский округ) — адміністративна одиниця у складі Байганінський району Актюбінської області Казахстану. Адміністративний центр та єдиний населений пункт — село Оймауит.
Населення — 764 особи (2021; 723 у 2009, 1102 у 1999, 2132 у 1989).

## Історія
Станом на 1989 рік існувала Жанажольська сільська рада (села Нуржау, Оймаут, Шоптиколь). Село Нуржау було ліквідовано 2007 року.

## Склад
До складу округу входять такі населені пункти:
| Населений пункт | Колишні назви | Населення, осіб (1989) | Населення, осіб (1999) | Населення, осіб (2009) | Населення, осіб (2021) |
| --------------- | ------------- | ---------------------- | ---------------------- | ---------------------- | ---------------------- |
| Нуржау, село    | -             | 234                    | 0                      | -                      | -                      |
| Оймауит, село   | Оймаут        | 1510                   | 1102                   | 723                    | 764                    |
| Шоптиколь, село | -             | 388                    | -                      | -                      | -                      |